# Mischa Spoliansky

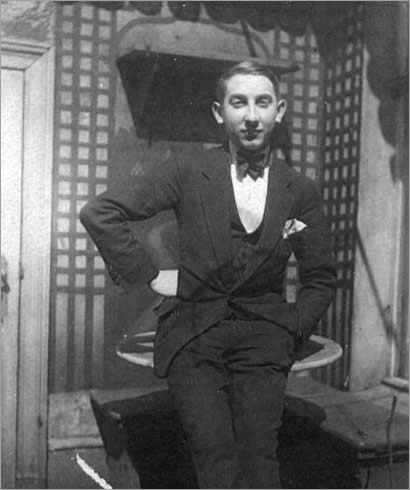
Mischa Spoliansky ca. 1914

Mischa Spoliansky (* 28. Dezember 1898 in Belostok, Russisches Kaiserreich; † 28. Juni 1985 in London) war ein russisch-britischer Komponist (Revue, Filmmusik), der von 1914 bis 1933 in Deutschland arbeitete; u. a. zusammen mit Max Reinhardt. Das Kind einer Musikerfamilie erhielt seine Ausbildung in Dresden und Wien. Er ging 1933 nach England ins Exil.

## Leben
Spoliansky wurde als Kind einer jüdischen, musikalisch vielseitigen Familie geboren. Der Vater Paul Spoliansky war Opernsänger (Bariton), seine Schwester Lisa Schröder Konzertpianistin, sein Bruder Aleksander (Schura) Cellist. Nach der Geburt Mischas zog die Familie nach Warschau, später nach Kalisz. Nach dem frühen Tod der Mutter übersiedelte der Fünfjährige mit seinem Vater nach Wien.
Die früh begonnene musikalische Erziehung (Klavier, Geige und Cello) Spolianskys wurde bei Mark Günzburg in Dresden fortgesetzt. Im Alter von zehn Jahren trat Mischa erstmals öffentlich auf. Bald darauf starb sein Vater, und Spoliansky zog nach Königsberg zu Verwandten, musste aber bereits 1914 infolge des Kriegsausbruchs nach Berlin fliehen, wo sein Bruder als Cellist arbeitete und seine Schwester bei Artur Schnabel studierte. Er begann zunächst eine Lehre im Modehaus Hermann Gerson, die er aber abbrach. Spoliansky war in Kaffeehäusern als Pianist tätig, um sein Musikstudium am Stern’schen Konservatorium zu finanzieren. Erste Kompositionen Spolianskys wurden vom UFA-Filmtheaterorchester in der Friedrichstraße gespielt. Zudem wirkte er als Komponist und Pianist in einem russischen Emigrantenkabarett mit. Dort hörten ihn Friedrich Hollaender und Werner Richard Heymann und luden ihn ein, für das literarische Kabarett Schall und Rauch im Keller des Großen Schauspielhauses zu komponieren und zu spielen, das Max Reinhardt 1919 gegründet hatte. Ebenso spielte Spoliansky in der renommierten Bar Kakadu. Spoliansky vertonte Texte von Kurt Tucholsky, Klabund, Joachim Ringelnatz und begleitete Stars wie Gussy Holl, Paul O’Montis, Rosa Valetti und Trude Hesterberg am Klavier. Unter dem Pseudonym „Arno Billing“ komponierte er 1920 die Melodie für die erste Hymne der Homosexuellen mit dem Titel Das lila Lied, die er Magnus Hirschfeld widmete und die auch mit anderem Text als Sei meine Frau für vierundzwanzig Stunden herauskam.
1920 gründete er mit dem Kaufmann Fritz Heymann die Heiki Internationaler Musikverlag GmbH.
1922 lernte er den Dichter Marcellus Schiffer und die Diseuse Margo Lion kennen, außerdem heiratete er in diesem Jahr die Tänzerin Elsbeth (Eddy) Reinwald. 1926 begleitete Spoliansky Richard Tauber bei der Schallplatteneinspielung von Schuberts Winterreise. In seiner Revue Es liegt in der Luft (Text von Marcellus Schiffer) trat 1928 Marlene Dietrich auf. Ein Jahr später wurde sie in Spolianskys Zwei Krawatten (Text von Georg Kaiser) von Josef von Sternberg entdeckt, der die Hauptdarstellerin für den Blauen Engel suchte.
Es folgten 1930 Wie werde ich reich und glücklich?, 1931 Alles Schwindel, 1932 Rufen Sie Herrn Plim und Das Haus dazwischen, 1933 100 Meter Glück.
1933 emigrierte Spoliansky nach London. Dort begann er eine zweite Karriere als Filmkomponist. Die rasche Einbürgerung als britischer Staatsangehöriger gelang nicht zuletzt dank des Schlagers Heute Nacht oder nie aus dem Film Das Lied einer Nacht (1932), der Spoliansky Weltruhm verschaffte. Im Exil komponierte er das antifaschistische Lied vom Stacheldraht, das von Peter Illing gesungen wurde.
Neuerdings spielen Theater gelegentlich wieder Werke von Spoliansky, so beispielsweise Zwei Krawatten in der Spielzeit 2004/2005 am Theater Dortmund sowie 2009 am Theater Rudolstadt und 2015/16 am Deutschen Theater Göttingen und 2022 an der Staatsoperette Dresden, oder Rufen Sie Herrn Plim an den Städtischen Bühnen Münster (2002/2003) und später am Theater in Kassel. Auszüge aus Rufen Sie Herrn Plim kamen im Januar 2010 im Kulturzentrum Schlachthof in Bremen durch den Chor der Universität Bremen unter Leitung von Susanne Gläß zur Aufführung. 2019 wiederholte der Chor der Universität Bremen die Aufführung gleich zweimal. Und 2017 führte das Nationaltheater Mannheim seine Kabarettrevue Wie werde ich reich und glücklich? von 1930 wieder auf.

## Werke (Auswahl)
- 1928: Revue Es liegt in der Luft
- 1929: Revuestück Zwei Krawatten
- 1930: Revue Wie werde ich reich und glücklich? – Ein Kursus in zehn Abteilungen. (Text: Felix Joachimson)
- 1931: Burleske Alles Schwindel
- 1932: Oper in einem Aufzug Rufen Sie Herrn Plim
- 1932: Volksstück Das Haus dazwischen
- 1932: Filmmusik zu Das Lied einer Nacht (Regie: Anatole Litvak)
- 1933: Revue 100 Meter Glück
- 1951: Filmmusik zu Glücklich und verliebt (Happy Go Lovely) (Regie: H. Bruce Humberstone)
- 1957: Musical Katharina Knie
- 1957: Filmmusik zu Die heilige Johanna (Regie: Otto Preminger)

## CD-Veröffentlichungen
- Mischa Spoliansky: musikalische Stationen zwischen Morphium und Widerstand; eine Hommage zum 100. KLEINaberKUNST KK-003/4/Bear-Family-Records ISBN 978-3-89795-794-7 (2 CDs, 1998)
- My song for you: Mischa Spoliansky, ein musikalisches Porträt in Originalaufnahmen. Edel 0014592TLR/Akademie der Künste ISBN 978-3-88331-046-6 (2 CDs, 1998)